# Inside Llewyn Davis
Inside Llewyn Davis —titulada Inside Llewyn Davis: Balada de un hombre común en Hispanoamérica y A propósito de Llewyn Davis en España— es una comedia negra dramática estadounidense de 2013 escrita, dirigida, producida y montada por los hermanos Coen. Ambientada en 1961, la película narra una semana en la vida de Llewyn Davis, interpretado por Oscar Isaac, un cantautor en busca de éxito en la escena folk de Nueva York. Está coprotagonizada por Carey Mulligan, John Goodman, Garrett Hedlund y Justin Timberlake.
Aunque Davis es un personaje ficticio, la historia está parcialmente inspirada en la autobiografía The Mayor of MacDougal Street del músico de folk Dave Van Ronk. La mayoría de las canciones interpretadas en la cinta fueron cantadas y grabadas en vivo. T Bone Burnett fue el productor musical.
La película ganó el Gran Premio del Jurado en el Festival de Cannes, donde fue exhibida el 19 de mayo de 2013. Tuvo un estreno limitado en Estados Unidos el 6 de diciembre de 2013 y fue estrenada en todo el país el 10 de enero de 2014. Recibió críticas positivas y fue nominada a dos Premios Óscar —mejor fotografía y mejor sonido— y a tres Premios Globo de Oro —mejor película - Comedia o musical, mejor actor - Comedia o musical (Oscar Isaac) y mejor canción original—.

## Argumento
En febrero de 1961, Llewyn Davis (Oscar Isaac) es un cantante popular (anteriormente un marino mercante) que lucha en Greenwich Village de Nueva York. Su compañero musical, Mike (cantado por Marcus Mumford), se ha suicidado; su reciente álbum en solitario de Llewyn, Inside Llewyn Davis no está a la venta, no tiene dinero y está durmiendo en los sofás de amigos y conocidos.
Llewyn interpreta en el Gaslight Cafe («Hang Me, Oh Hang Me»), y el dueño del club, Pappi (Max Casella), le dice que alguien lo está esperando. Afuera, un hombre en la penumbra con un traje golpea a Llewyn por haber interrumpido una actuación en el lugar la noche anterior.
Llewyn duerme en el apartamento del Upper West Side de sus amigos de mayor edad, los Gorfeins. A la mañana siguiente, él escucha una pista de su álbum y el de Mike, «Fare Thee Well». Cuando Llewyn deja el apartamento, un gato atigrado de color naranja de los Gorfeins (macho) sale con él de la casa Llewyn lleva el gato al apartamento West Village de sus amigos Jim (Justin Timberlake) y Jean Berkey (Carey Mulligan). Llewyn visita a su mánager, quien explica que el álbum de Llewyn no se está vendiendo, pero afirma que envió una copia al productor de Chicago, Bud Grossman.
Jean le dice en secreto a Llewyn que está embarazada, y necesita dinero para un aborto. Los tres amigos asisten al Gaslight Cafe. Llewyn pide, sin éxito, dinero a Jim. Jim, Jean, y su invitado Troy Nelson (Stark Sands) interpretan «Five Hundred Miles». A la mañana siguiente el gato de los Gorfeins se escapa de nuevo.
Llewyn visita a su hermana en Woodside, Queens, con la esperanza de pedir dinero prestado, y le dice que tire una caja de sus papeles. Por invitación de Jim, Llewyn, como parte de los «Cantores de John Glenn», graba una canción de la novedad con Jim y Al Cody (Adam Driver), «Please Mr. Kennedy». Llewyn necesita dinero de inmediato y se compromete con $200, sin regalías.
En el consultorio del ginecólogo, Llewyn establece el aborto de Jean. El médico dice que dos años antes, Llewyn había pagado por adelantado por otra mujer que decidió quedarse con el bebé y se trasladó a Akron. Llewyn y Jean discuten sobre su falta de dirección. En la calle, Llewyn agarra lo que parece ser el gato naranja de los Gorfeins, esa noche él toma el gato de nuevo, pero insulta a los invitados de los Gorfeins y se niega a cantar para ellos. Finalmente interpreta «Fare Thee Well», pero la señora Gorfein canta la armonía, que formaba parte de Mike. La Sra. Gorfein descubre que el gato naranja (hembra) no es de ellos; Llewyn toma el gato y se va.
Llewyn viaja con dos músicos al conducir a Chicago: el lacónico Johnny Five (Garrett Hedlund), un poeta beat, y el desagradable Roland Turner (John Goodman), un músico de jazz. Roland insulta a Llewyn: degradar la música popular, burlándose de su nombre, y ridiculizando a un hombre adulto que viaja con un gato. Más tarde Llewyn toca su guitarra («Green, Green Rocky Road»). En un restaurante de carretera, Roland sufre una sobredosis en el baño. Los tres continúan, con el tiempo se detiene en el lado de la carretera para descansar. Cuando un oficial de la policía les dice que sigan adelante, Johnny se resiste y es arrestado. Dejado sin las llaves, Llewyn abandona el coche, dejando al gato y a Roland inconsciente en el interior.
En Chicago, Llewyn busca a Bud Grossman (F. Murray Abraham), que dice que nunca recibió una copia del registro de Llewyn, pero está de acuerdo en una audición. Llewyn interpreta «The Death of Queen Jane», Grossman no es alentador.
Llewyn hace autostop de regreso a Nueva York y le pega a un gato anaranjado con el coche que está conduciendo. Considera la posibilidad de desviarse brevemente para ver a su hijo en Akron. De vuelta en Nueva York paga $168 dólares para unirse a la marina mercante. También visita a su padre enfermo, cantando «The Shoals of Herring». Llewyn entonces comienza a decir adiós a Jean, ella le dice que Pappi le permitirá cantar en el Gaslight de nuevo. Llewyn busca su licencia -requerida para enviar- pero estaba en la caja que su hermana tiró. La oficina del sindicato puede expedir un nuevo permiso, pero a un precio que Llewyn no puede ahora permitirse.
En el Gaslight, un cuarteto irlandés interpreta «The Auld Triangle». Pappi revela que tuvo sexo con Jean, diciendo que todas las mujeres artistas en el Gaslight tienen que hacer eso. Llewyn se molesta y en voz alta interpela una mujer mayor interpretando «The Storms Are On the Ocean». Él se lanza hacia fuera y va al apartamento de los Gorfeins. Ellos gentilmente le dan la bienvenida, él se sorprende al ver que su gato naranja Ulysses encontró su camino a casa, al llegar el día anterior.
A la mañana siguiente es casi idéntica su estancia como la de los Gorfeins, al principio de la película, aunque esta vez impide al gato de escapar. En la calle mira un cartel de The Incredible Journey, preguntándose acerca de todas sus avistamientos de un gato anaranjado.
Interpreta en el Gaslight, cantando «Hang Me, Oh Hang Me», terminando con una actuación en solitario en bruto, emocional de «Fare Thee Well». Pappi le recuerda su comportamiento de la noche anterior y le dice que un amigo está esperándolo afuera. Mientras Llewyn abandona el edificio, un joven Bob Dylan sube al escenario y comienza a cantar. Detrás del Gaslight, Llewyn se encuentra a un hombre en la penumbra con un traje, que le golpea por rudeza mientras le reprocha su comportamiento de la noche anterior. Llewyn ve al hombre meterse en el taxi, y le dice «Au revoir».

## Reparto
- Oscar Isaac como Llewyn Davis
- Carey Mulligan como Jean Berkey
- John Goodman como Roland Turner
- Garrett Hedlund como Johnny Five
- Justin Timberlake como Jim Berkey
- Ethan Phillips como Mitch Gorfein
- Robin Bartlett como Lillian Gorfein
- Max Casella como Pappi Corsicato
- Alex Karpovsky como Marty Green
- Jerry Grayson como Mel Novikoff
- Jeanine Seralles como Joy
- Adam Driver como Al Cody
- Stark Sands como Troy Nelson
- F. Murray Abraham como Bud Grossman

## Producción
Ambientada en 1961, Inside Llewyn Davis está inspirada en la disparidad cultural de la escena musical de Nueva York donde las canciones parecían provenir de todos los lugares de Estados Unidos excepto Nueva York, pero cuyos intérpretes incluían a los brooklynenses Dave Van Ronk y Ramblin' Jack Elliott. Mucho antes de la escritura del guion, los hermanos Coen comenzaron con una única premisa: Van Ronk siendo golpeado afuera de Gerde's Folk City en la West Village. Los directores utilizaron esa idea en las escenas de apertura, luego periódicamente durante el siguiente par de años volvían al proyecto para desarrollar la historia utilizando un personaje ficticio. Una de las fuentes de inspiración para la película fueron las memorias de Van Ronk The Mayor of MacDougal Street, publicadas de manera póstuma en 2005. Según el coautor del libro, Elijah Wald, los Coen exploraron el trabajo por el «color local y algunas escenas». El personaje está compuesto por Van Ronk, Elliot y otros músicos de Nueva York que tocaban en West Village en ese entonces. Joel Coen afirmó que «la película en realidad no tiene un argumento. Eso nos preocupó en un momento, por eso incluimos al gato».
La filmación se complicó por la llegada prematura de la primavera en Nueva York, lo que interfirió con la inhóspita atmósfera invernal que prevalece a lo largo de la película, y por la dificultad de filmar varios gatos que, a diferencia de los perros, ignoran las necesidades de los cineastas. Por la sugerencia de una entrenador de animales, los Coen hicieron un llamado de casting buscando un gato atigrado anaranjado, debido a que es lo suficientemente común para que varios de esos gatos estuviesen a disposición para interpretar un papel. Cada gato fue seleccionado para cada escena dependiendo en que estaban predispuestos a hacer por cuenta propia.
El rodaje comenzó en Queens, Nueva York, el 6 de febrero de 2012. El productor Scott Rudin, quien había trabajado previamente con los Coen en No Country for Old Men y True Grit, se unió al proyecto. StudioCanal ayudó a financiar la película todavía sin contar con un distribuidor estadounidense. «Después de filmar en la ciudad de Nueva York y otros lugares el año pasado... los hermanos terminaron la película a su propio ritmo», escribió Michael Cieply en una entrevista a Joel Coen para The New York Times en enero de 2013, antes de un preestreno en Los Ángeles. «Se podrían haber apurado para llegar a la temporada de los Óscar, pero no lo hicieron». En febrero de 2013, CBS Films anunció que había obtenido los derechos de distribución en Estados Unidos por alrededor de cuatro millones de dólares. StudioCanal tiene los derechos de distribución en el resto del mundo.

## Música
La música de Dave Van Ronk sirvió de punto de partida cuando los Coen se encontraban escribiendo el guion y muchas de las canciones designadas para la película eran de Van Ronk. El coautor del libro de Van Ronk, Elijah Wald, dijo que el personaje de Llewyn Davis «no es para nada Dave, pero sí la música». La portada del álbum solista de Davis, Inside Llewyn Davis, se asemeja a la de Inside Dave Van Ronk; ambas muestran al artista en una puerta, utilizando una campera de tweed y fumando un cigarrillo. Otras canciones surgieron de conversaciones entre los Coen y T-Bone Burnett, quien fue el productor de la música en asociación con Marcus Mumford. Burnett había trabajado con los Coen en la música y la banda sonora de El gran Lebowski y O Brother, Where Art Thou?, la cual vendió ocho millones de copias en los Estados Unidos. Los Coen consideraron la música en Inside Llewyn Davis como un descendiente directo de la música en O Brother, Where Art Thou?.
La canción novedad «Please Mr. Kennedy», una súplica de un reacio astronauta, parece ser una derivación de la canción de 1960 «Mr. Custer», también conocida como «Please Mr. Custer», acerca de la Batalla de Little Bighorn, cantada por Larry Verne y escrita por Al De Lory, Fred Darian y Joseph Van Winkle. En 1961 Tamla Motown lanzó el sencillo «Please Mr. Kennedy (I Don't Want to Go)», una súplica de un veterano de la Guerra de Vietnam, cantada por Mickey Woods y acreditada a Berry Gordy, Loucye Wakefield y Ronald Wakefield. En 1962, usando una temática similar, The Goldcoast Singers grabaron «Please Mr. Kennedy» en su álbum Here They Are, escrita por Ed Rush y George Cromarty. La versión de Llewyn Davis acredita a Rush, Cromarty, Burnett, Timberlake y a los Coen.
Isaac, Timberlake, Mulligan, Driver y otros grabaron música en vivo, la cual consiste en versiones completas de viejas canciones folk como «Dink's Song». La excepción fue «The Auld Triangle», que fue grabada haciendo playback con Timberlake cantando cantando con voz grave. La gama vocal de Timberlake fue expuesta en la película; escuchando la banda sonora, la crítica Janet Maslin confundió la voz de Timberlake con la de Mulligan, la cual pensó que se parecía a la de Mary Travers. La música terminó de ser grabada por el elenco en enero de 2012.

## Estreno

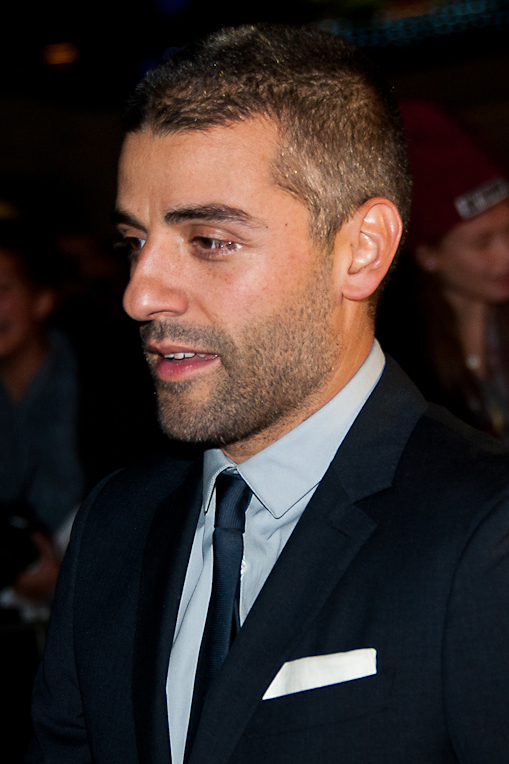
Isaac en la proyección de la película en el Festival de Cine de Londres en octubre de 2013

Inside Llewyn Davis tuvo su estreno mundial el 19 de mayo de 2013 en Festival de Cine de Cannes. A continuación la película sería proyectada en otros festivales, incluyendo el Festival de Cine de Nueva York en septiembre, el AFI Film Festival y el Festival de Cine de Turín en noviembre.
En Estados Unidos la película tuvo un estreno limitado el 6 de diciembre de 2013 en Nueva York y Los Ángeles. El 20 de diciembre fue estrenada en 133 salas más y tendrá un estreno masivo en 2014.
Fue lanzada en DVD y Blu-ray en Estados Unidos el 11 de marzo de 2014. El 19 de enero de 2016, The Criterion Collection editó un DVD y Blu-ray de la película que contiene nuevo material como entrevistas y un documental de 43 minutos titulado Inside “Inside Llewyn Davis”.

## Recepción

### Crítica
Rotten Tomatoes le da a la película un 93% basándose en 243 reseñas, con un puntaje promedio de 8,6 sobre 10. El consenso del sitio indica: «Inteligente, graciosa y profundamente melancólica, Inside Llewyn Davis encuentra a los hermanos Coen en buena forma». En Metacritic, donde se asigna un puntaje hasta 100 basándose en las críticas, la película consiguió un puntaje de 92, basado en 47 reseñas.
Escribiendo para The Village Voice, Alan Scherstuhl elogió la película: «Al mismo tiempo que graciosa y viva con grandes actuaciones, Inside Llewyn Davis encuentra a los hermanos en un humor oscuro, explorando la casi inevitable decepción que enfrentan los artistas, decepciones que los Coen, en su favor, han eludido durante su carrera. El resultado es su película más conmovedora desde A Serious Man». Todd McCarthy de The Hollywood Reporter llamó a la película «una espectacular captura ficticia de la escena musical folk de principios de los años 1960», elogiando el «fresco y resonante soundtrack» y la actuación de Oscar Isaac que «con destreza hace que se pueda ver a Llewyn compulsivamente». Leigh Singer de IGN le dio un puntaje de 10 sobre 10 y comentó: «No se dejen engañar por la aparente tonalidad menor... este es uno de los mejores trabajos de — llamémoslos — los cineastas estadounidenses más innovadores, versátiles y emocionantes del último cuarto de siglo».
Sin embargo, Terri Thal, exesposa de Dave Van Ronk, criticó la representación de la época. «No esperaba que el ambiente de música folk de principios de la década de 1960 fuese casi irreconocible», dijo Thal. La cinta también fue criticada por el hecho de que, aunque estuviese hasta cierto punto inspirada en las memorias de Dave Van Ronk, el filme retrató un personaje muy distinto al Van Ronk real. Aunque en una conferencia de prensa antes del estreno en Cannes, los Coen indicaron que el personaje era mayoritariamente una creación original y que la música fue la mayor influencia que tomaron de Van Ronk.

### Premios
El 26 de mayo de 2013, Inside Llewyn Davis fue galardonada con el Gran Premio del Festival de Cine de Cannes. En los Premios Óscar recibió nominaciones a la mejor fotografía y mejor sonido, pero en ambas categorías la vencedora fue Gravity. En los Premios BAFTA 2013 fue nominada en tres categorías: mejor guion original, mejor fotografía y mejor sonido, pero no se llevó ninguno. En los Premios Globo de Oro compitió en las categorías de mejor película - Comedia o musical, mejor actor - Comedia o musical y mejor canción original, donde tampoco se llevó ningún premio.
Recibió seis nominaciones para los Premios Satellite, donde ganó el premio a la mejor fotografía. Además fue nominada a tres Premios Independent Spirit: mejor película, mejor actor y mejor fotografía. Tanto el National Board of Review como el American Film Institute incluyeron el filme entre sus mejores diez películas de 2013.